# Istituto Pace Sviluppo Innovazione ACLI
IPSIA (Istituto Pace Sviluppo Innovazione ACLI) è un'organizzazione non governativa di cooperazione allo sviluppo.

## L'identità
IPSIA, Istituto Pace Sviluppo Innovazione ACLI, è l'ONG promossa dalle ACLI, nata nel 1985 per trasformare in iniziative di cooperazione esperienze e valori dell'associazionismo popolare.
IPSIA ha dapprima scelto di definirsi come ONG Associativa e successivamente maturato la definizione di Associazione di promozione di cooperazione allo sviluppo.
IPSIA si è definita come ONG Associativa perché: 
- nasce dal mondo associativo
- è una associazione
- ha come partner associazioni e soggetti della società civile
- promuove l'associarsi come modalità di sviluppo e cambiamento

Associazione di promozione di cooperazione allo sviluppo perché:
- sottolinea esplicitamente l'essere associazione
- pone l'accento sulla promozione di relazioni, di co-operazione, di cambiamento e non sulla semplice realizzazione di progetti
- colloca in maniera più esplicita all'interno il panorama della società civile italiana avvicinandola maggiormente al mondo dell'associazionismo di promozione sociale (ACLI in primo luogo) e ponendo una maggiore distanza dalle semplici agenzie di realizzazione di programmi di emergenza.

## La mission
IPSIA ritiene propria mission promuovere processi di co-operazione comunitaria internazionale per lo sviluppo.
Il termine Solidarietà pur essendo un termine che, in origine, esprime corresponsabilità è oggi troppo frequentemente confuso con una semplice spinta altruistica benevola o come forma di beneficenza e appare quindi oggi inadatto a sottolineare le dimensioni di una forma di azione che non vuole essere semplicemente unidirezionale e che vuole innescare processi di cambiamento.
Anche il termine Cooperazione sembra frequentemente utilizzato per descrivere modalità di azione diverse.
Il modello di cooperazione che IPSIA sceglie è quello che si è voluto chiamare di Co-operazione Comunitaria allo sviluppo.
Per co-operazione comunitaria si intende: 
1. una cooperazione che sia co-operazione, ossia che sia fare assieme
2. una cooperazione che abbia come base le diverse comunità locali
3. una cooperazione che metta in rete le diverse comunità locali

Perché la cooperazione sia realmente co-operazione comunitaria serve che l'organismo che la promuove (l'ONG): 
1. sia radicato nelle comunità locali italiane
2. sia radicato nelle comunità locali degli altri posti del mondo dove intende operare
3. abbia la consapevolezza di avere un ruolo di mediazione, facilitazione, stimolo del processo di scambio tra comunità locali

Per IPSIA essere radicati nelle comunità locali italiane significa:
1. essere soggetti presenti e attivi nel proprio territorio locale
2. essere soggetti inseriti nella rete della società civile italiana
3. essere soggetti in dialogo con le amministrazioni locali
4. essere soggetti in dialogo con i diversi altri attori presenti sul territorio

Per IPSIA essere radicati nelle comunità locali degli altri posti dove si intende operare significa: 
1. costruire presenze durature (non semplicemente legate alla durata del progetto o del finanziamento)
2. costruire partnership e relazioni solide e mature con le realtà della società civile dei luoghi dove si intende operare
3. essere in dialogo con le amministrazioni locali dei luoghi dove si intende operare

Per poter svolgere in modo adeguato il proprio ruolo è necessario che il soggetto che promuove processi di cooperazione allo sviluppo abbia chiare alcune consapevolezze e in particolare:
1. che la cooperazione è solo uno degli strumenti per il cambiamento e che da sola non potrà portare a nessun risultato significativo.
2. Che è necessario modificare in primo luogo gli stili di vita ed i modelli di produzione e consumo della nostra società
3. Che i processi di cambiamento sono necessariamente lenti e richiedono tempo, pazienza, creatività, energie e competenze.
4. Che è essenziale tenere alto il livello politico del proprio agire.
5. Che uno dei primi bisogni con cui ci si trova a confrontarsi nei processi di cooperazione  è il bisogno di riconoscimento di ognuno dei soggetti coinvolti.
6. Che l'orizzonte nel quale ci si muove è quello di una cooperazione che contribuisca a costruire un terreno fertile per una cooperazione politica che si sforzi di mettersi alla pari di fronte ai problemi che attraversano il nostro tempo.

## La rete esterna
IPSIA si inserisce naturalmente all'interno del sistema ACLI e all'interno della Società Civile italiana.
In forma diretta IPSIA aderisce a: 
FOCSIV, ASSOCIAZIONE ONG ITALIANE, ETIMOS.
Indirettamente, nella dimensione nazionale, IPSIA partecipa a:
1. FORUM del TERZO SETTORE (in primo luogo attraverso le ACLI, in secondo luogo attraverso Associazione ONG Italiane e FOCSIV). IPSIA inoltre aderisce direttamente alla dimensione Regionale Lombardia del Forum del Terzo Settore e alla dimensione di Crema).
2. TAVOLA della PACE (IPSIA partecipa alla Tavola della Pace in primo luogo attraverso le ACLI, in secondo luogo attraverso Associazione ONG italiane e FOCSIV).
3. TRANSFAIR (IPSIA partecipa a TRANSFAIR attraverso le ACLI che sono tra i fondatori).
4. CNESC (IPSIA partecipa alla CNESC in primo luogo attraverso le ACLI, in secondo luogo attraverso la FOCSIV).
5. BANCA POPOLARE ETICA (IPSIA partecipa alla Banca Popolare Etica in primo luogo attraverso le ACLI, in secondo luogo attraverso ETIMOS).

Nella dimensione internazionale IPSIA partecipa a:
1. CONCORD (IPSIA partecipa a CONCORD attraverso l'Associazione ONG Italiane e attraverso le ACLI che sono presenti attraverso la Federazione ACLI Internazionali).
2. CIDSE (IPSIA partecipa alla CIDSE attraverso la FOCSIV e partecipa direttamente al tavolo Brasile CIDSE).
3. EURALAT (IPSIA partecipa ad EURALAT attraverso le ACLI).
4. IVCO  (IPSIA partecipa a IVCO attraverso la FOCSIV)

## Gli ambiti di attività
Gli ambiti di realizzazione della co-operazione comunitaria allo sviluppo per IPSIA sono 3: Co-operazione allo sviluppo, Volontariato Internazionale, Educazione alle relazioni giuste

### Co-operazione allo sviluppo
Per IPSIA con co-operazione allo sviluppo si intende quella parte di lavoro che si realizza in progetti di co-operazione che, in rapporti di parternariato con altri soggetti della società civile italiana e di altri posti del mondo, provano a innescare processi di cambiamento e di sviluppo e a realizzare laboratori e sperimentazioni di modelli nuovi e differenti di relazione, di formazione, di associazione, di produzione, consumo.
Con il termine sviluppo non si intende una semplice crescita economica ma un processo coinvolgente, non monodimensionale, centrato sul valore della persona e delle relazioni.
Dall'identità di IPSIA deriva la centralità, nei progetti di co-operazione, dei temi del lavoro e della società civile.
Dall'esperienza maturata negli anni precedenti derivano le attenzioni alle dimensioni del conflitto e del post-conflitto e del genere.
IPSIA intende realizzare i progetti di co-operazione comunitaria allo sviluppo prioritariamente nei luoghi dove ad oggi è già presente e dove sono avviate e/o consolidati i rapporti di partnership ed il radicamento:
- America Latina
  - Brasile
  - Argentina
- Balcani
  - Kosovo
  - Bosnia ed Erzegovina
  - Albania
- Africa
  - Mozambico
  - Kenya
  - Sudan

### Volontariato Internazionale
“Ognuno crede che il mondo sia come quello che vede affacciandosi dal proprio balcone” dice un proverbio bosniaco. Per questo IPSIA promuove occasioni di volontariato internazionale come occasioni per “affacciarsi ad altri balconi” e quindi come occasione privilegiata e intensiva di educazione alle relazioni giuste. Rientrano in questo ambito quindi i settori di turismo responsabile, viaggi di conoscenza, campi di lavoro, stage, Servizio Civile Volontario Archiviato il 28 maggio 2006 in Internet Archive.

### Educazione alle relazioni giuste
Per IPSIA con Educazione alle relazioni giuste si intende quella parte di lavoro che si realizza soprattutto in Italia, in rapporto di parternariato con altri soggetti della società civile italiana e nella valorizzazione del parternariato e delle esperienze maturate assieme alla società civile di altri posti del mondo.
L'obiettivo è quello di aiutare le persone e la società nel suo insieme a maturare una conoscenza, una consapevolezza e una motivazione all'impegno nel rapporto reciproco (educazione alle relazioni, alla multiculturalità, alla pace, alla nonviolenza), nel rapporto con le risorse (educazione ambientale, educazione ad un commercio equo e solidale).
All'interno della promozione di Educazione alle relazioni giuste IPSIA partecipa e co-promuove campagne internazionali e nazionali di lobbying.